# Cymothoe aramis
Cymothoe aramis là một loài bướm thuộc họ Nymphalidae. Loài được tìm thấy ở Nigeria, Cameroon, Cộng hòa Congo, Gabon, Cộng hòa Trung Phi và Cộng hòa Dân chủ Congo. Loài bướm này sinh sống ở rừng.
Ấu trùng được tìm thấy trên cây Rinorea dentata.

## Phân loài
- Cymothoe aramis aramis (Nigeria: Vòng xoáy của sông, Cameroon, Congo, Gabon, Cộng hòa Trung Phi)
- Cymothoe aramis scoutedeni Overlaet, 1952 (Congo, Cộng hòa Dân chủ Congo: Ubangi, Mongala, Uele, bắc Kivu)

## Hình ảnh

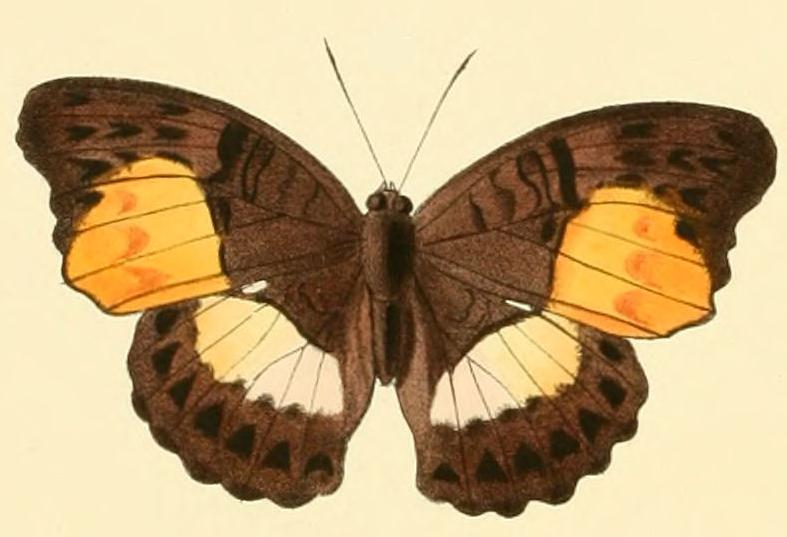
Nhìn từ mặt lưng con bướm
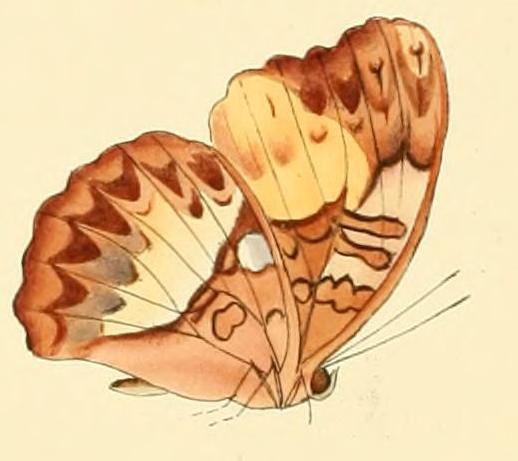
Phía bên